# Grzybówka elastyczna

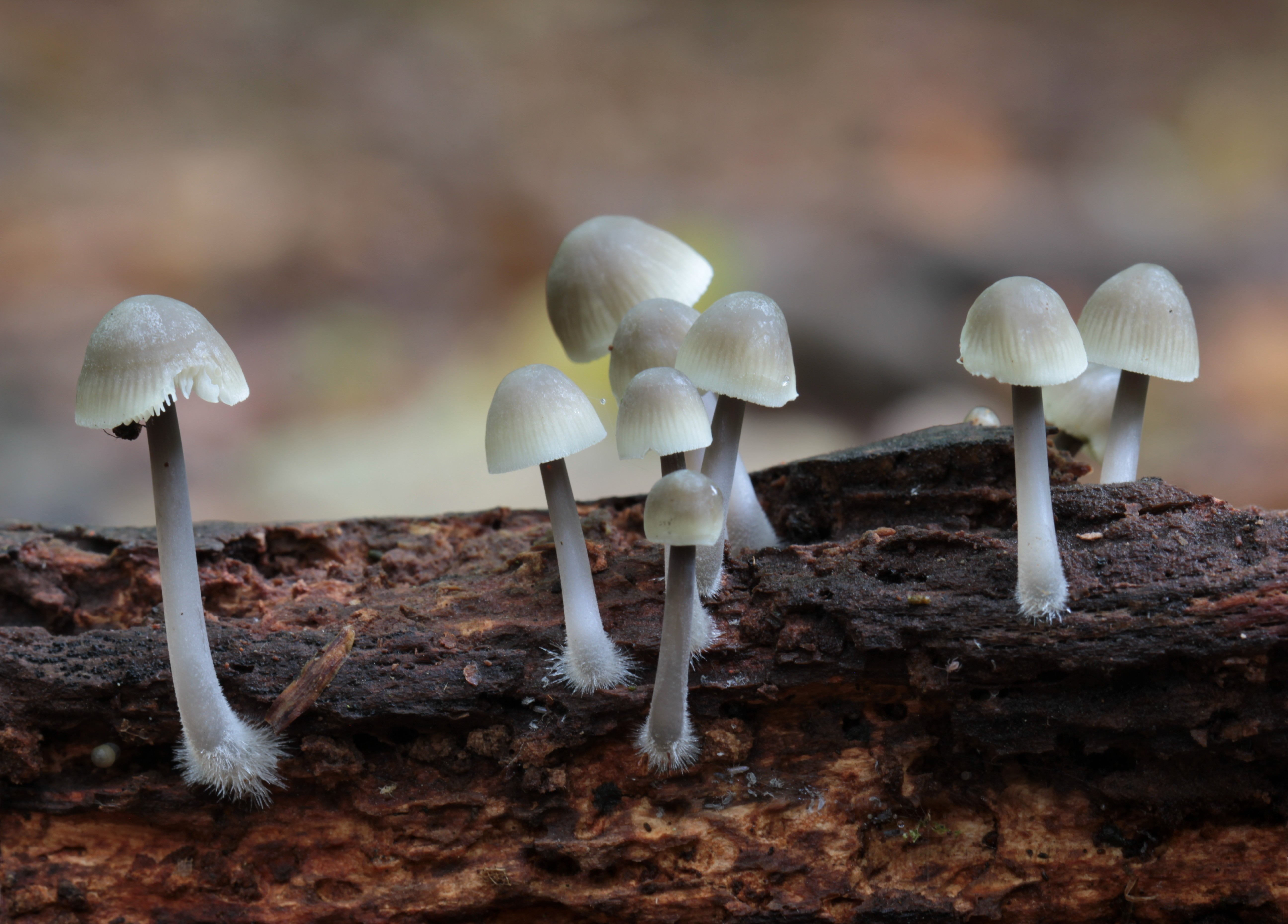

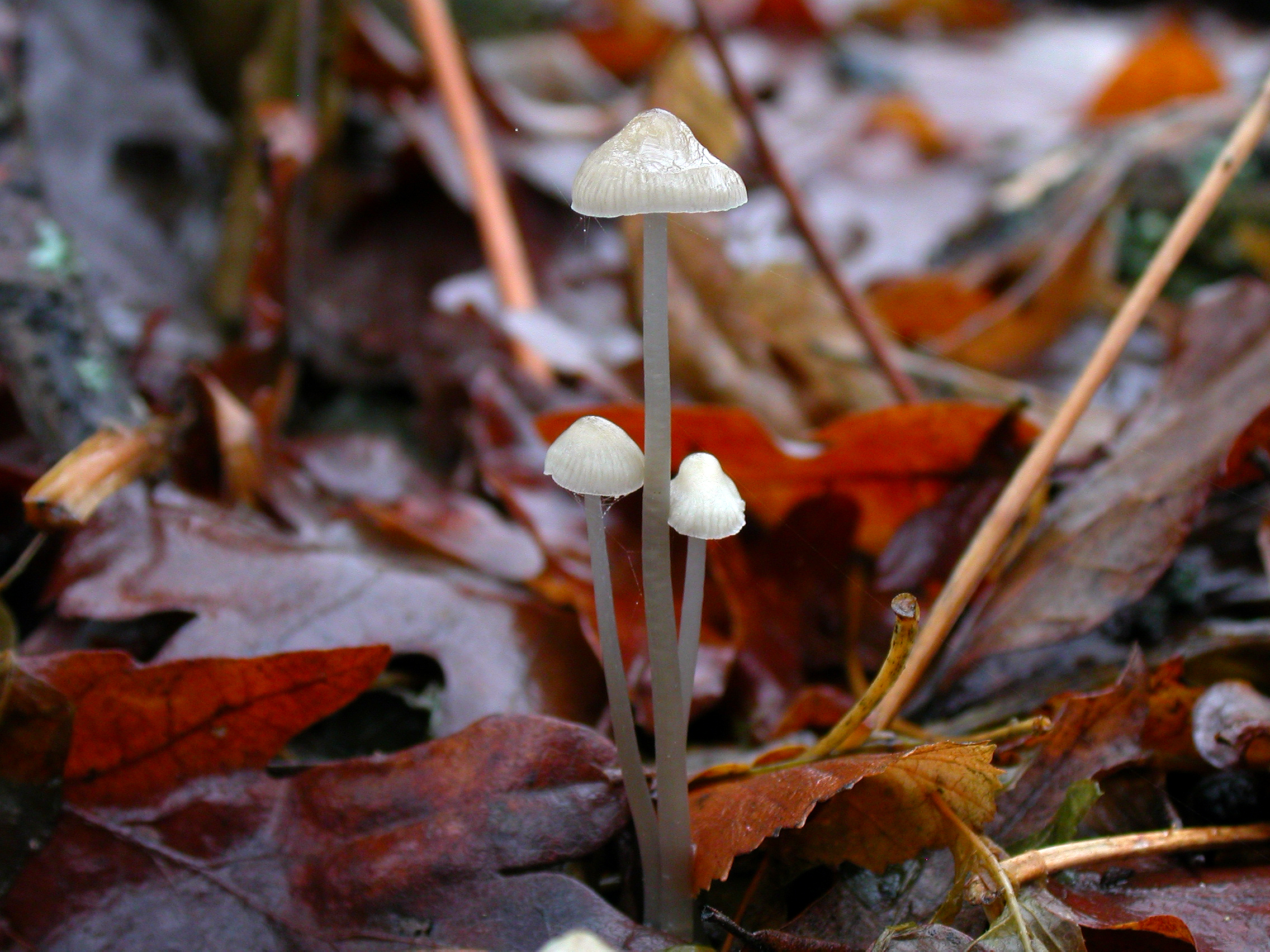

Grzybówka elastyczna (Mycena vitilis (Fr.) Quél.) – gatunek grzybów z rodziny grzybówkowatych (Mycenaceae).

## Systematyka i nazewnictwo
Pozycja w klasyfikacji według Index Fungorum: Mycena, Mycenaceae, Agaricales, Agaricomycetidae, Agaricomycetes, Agaricomycotina, Basidiomycota, Fungi.
Takson ten opisał w 1838 r. Elias Fries nadając mu nazwę Agaricus vitilis. Obecną, uznaną przez Index Fungorum nazwę nadał mu Lucien Quélet w 1872 r.
Synonimy: 
- Agaricus amsegetes (Fr.) Fr. 1874
- Agaricus vitilis Fr. 1838
- Agaricus vitilis var. amsegetes Fr. 1838
- Mycena amsegetes (Fr.) Sacc. 1887
- Mycena vitilis f. caespitosa Kühner, 1938
- Mycena vitilis f. minor Kühner 1938
- Mycena vitilis f. pumila Kühner 1938
- Mycena vitilis var. amsegetes (Fr.) P. Karst. 1879
- Mycena vitilis var. carsica Robich 1999

Polską nazwę  nadała mu Maria Lisiewska w 1987 r.

## Morfologia
Kapelusz
Średnica 16–22 mm, początkowo stożkowy lub dzwonkowaty, potem spłaszczony, bruzdkowany, półprzeźroczyście-prążkowany. Powierzchnia naga, w stanie wilgotnym nieco śliska, w stanie suchym błyszcząca, szaro-brązowa do blado szarej, ciemniejsza na środku, na brzegu jaśniejsza, prawie biała.
Blaszki
W liczbie 14–23 dochodzących do trzonu,wypukłe, wąsko przyrośnięte lub prawie wolne, początkowo gładkie, z wiekiem żyłkowane lub silnie żebrowane, białe do białawych, czasem bardziej brązowawe. Ostrze białe lub białawe.
Trzon
Wysokość 30–80 cm, grubość 1–2 mm, w środku pusty, w stanie wilgotnym elastyczny, w stanie suchym chrząstkowy i nieco kruchy, walcowaty, prosty lub zagięty. Powierzchnia górą oprószona, niżej gładka. W stanie wilgotnym śliski, a nawet nieco lepki, w stanie suchym lśniący, blado szarobrązowy, zwykle z białawym wierzchołkiem, czasem z czerwonawo-brązowymi plamkami poniżej. Podstawa czasami ukorzeniająca się, gęsto pokryta długimi, szorstkimi, elastycznymi białawymi włókienkami.
Miąższ
Zapach nieokreślony, słaby.
Cechy mikroskopowe
Podstawki 28–42 × 9–11,5 µm, maczugowate, 4-zarodnikowe ze sterygmami o długości do 10 µm. Zarodniki 9,7–12,2 × 5,5–7,5 µm, pipetowate, amyloidalne. Cheilocystydy 15–40 × 5–15 µm, tworzące sterylne pasma, maczugowate, wrzecionowate lub o nieregularnym kształcie, o wierzchołkach przechodzących w pojedynczą lub rozgałęzioną szyjkę, lub częściej z pojedynczymi lub rozgałęzionymi, prostymi lub zagiętymi, grubymi lub bardzo grubymi naroślami o wymiarach do 25 × 2–3,5 µm, w rzadkich przypadkach bez szyjki lub bez narośli. Pleurocystyd brak. Strzępki w skórce kapelusza o szerokości 2,5–8 µm, pokryte rozproszonymi lub gęstymi, pojedynczymi lub bardzo rozgałęzionymi naroślami 2–20 × 1 µm, które mają nieco tendencję do żelatynizacji i tworzenia bardzo gęstych mas. Strzępki warstwy korowej trzonu o szerokości 2,5–4,5 µm, gładkie lub sporadycznie pokryte krótkimi, cylindrycznymi wypukłościami, mniej lub bardziej zatopione w galaretowatej materii, komórki końcowe na ogół gładkie, ale czasami mocno rozdęte. Sprzążek brak, czasami występują niepełne sprzążki.

## Występowanie i siedlisko
Znane jest występowanie grzybówki elastycznej w wielu krajach Europy, w Rosji, w Ameryce Północnej (USA, Kanada), w Maroku i Tunezji. Władysław Wojewoda w wykazie podstawkowych grzybów wielkoowocnikowych Polski przytacza bardzo liczne stanowiska z uwagą, że gatunek ten w Polsce nie jest rzadki. W Norwegii jest pospolity.
Grzyb saprotroficzny. Rośnie na małych kawałkach kory lub drewna na ziemi lub na mniej lub bardziej zakopanych gałązkach drzew liściastych. Owocniki pojedynczo, po dwa lub trzy razem, rzadziej więcej. Pojawiają się od lata do jesieni. W Polsce najczęściej występuje pod dębami, bukami, olchami.

## Gatunki podobne
Grzybówka elastyczna jest dość zmienna, ale rzadko jest trudna do zidentyfikowania. Jej charakterystyczną cechą makroskopową jest trzon, który w stanie wilgotnym jest śliski, a nawet lepki trzon, zaś po wyschnięciu staje się bardzo błyszczący. Mikroskopowo ma charakterystyczne różnokształtne cheilocystydy, liczne narośla na strzępkach włosków, gładkie i zżelatynizowane strzępki kory trzonu. Ważną cechą diagnostyczną jest brak sprzążek lub występowanie tylko niepełnych sprzążek. Jednakże we Włoszech gatunek ten ma sprzążki.
Duże okazy grzybówki elastycznej mogą być podobne do grzybówki bruzdowanotrzonowej (Mycena polygramma). U niej jednak liczba blaszek dochodzących do trzonu jest większa od 23, strzępki nie są zżelatynizowane, zarodniki są mniejsze i ma sprzążki.